# Browningia microsperma
Browningia microsperma är en kaktusväxtart som först beskrevs av Erich Werdermann och Curt Backeberg, och fick sitt nu gällande namn av W.T. Marshall. Browningia microsperma ingår i släktet Browningia och familjen kaktusväxter. Inga underarter finns listade i Catalogue of Life.

## Bildgalleri

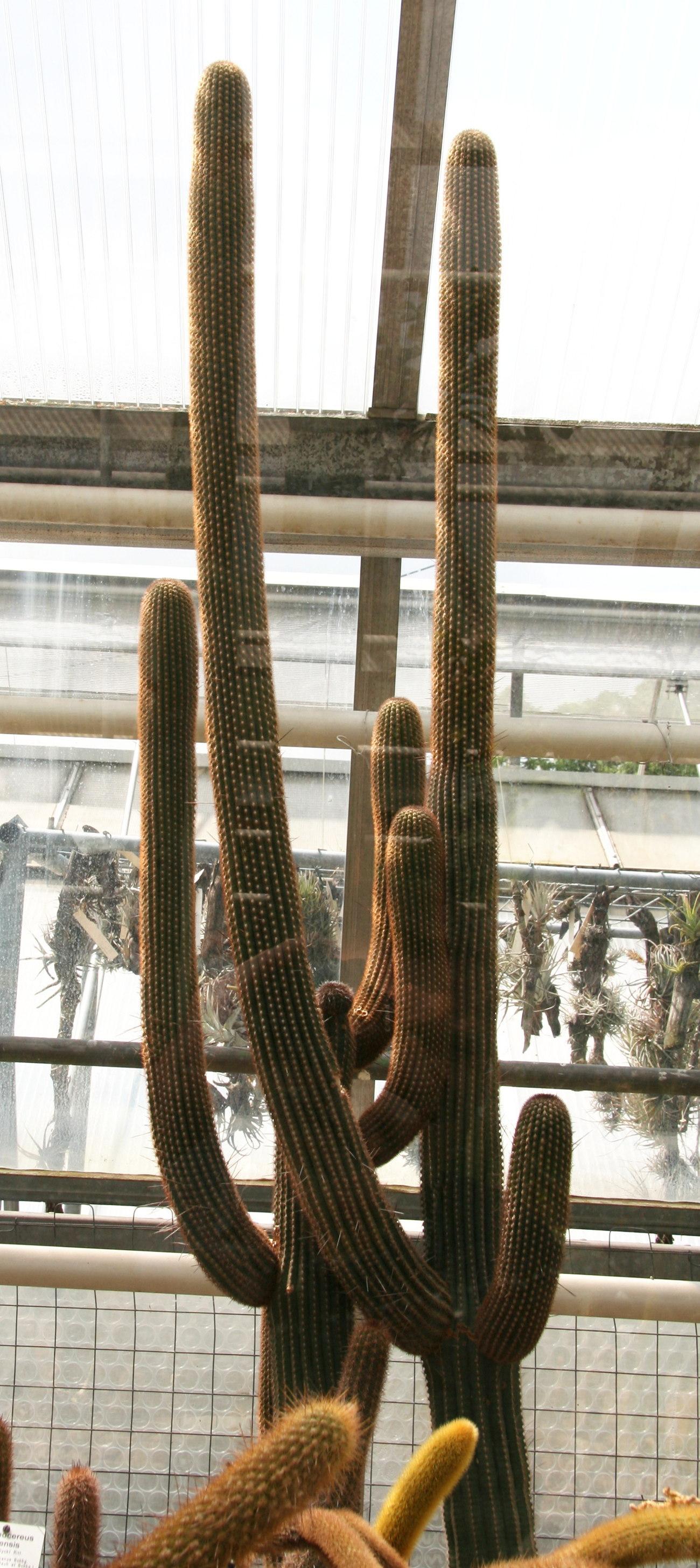